# Liste des maires de Laroque-des-Albères
La liste des maires de Laroque-des-Albères (Pyrénées-Orientales) est indiquée sur une plaque sur le bâtiment de la mairie.
Il manque un maire, oublié dans la liste affichée par la mairie. Il s'agit de François Vilar, nommé le 8 juin 1815 et en fonction au moins jusqu'au 7 août suivant. Les actes d'état civil indiquent un retour au maire antérieur, Joseph Pujas, à partir du 19 août. Celui-ci est également remplacé par un maire par intérim, Jacques Doutres, à partir de janvier 1816 et lui aussi absent de la liste officielle. Il reste en fonction jusqu'à fin mars ou début avril lorsqu'est nommé Joseph Malzach .
La commune de Laroque est créée en 1790. Elle est renommée, en 1953, en Laroque-des-Albères.

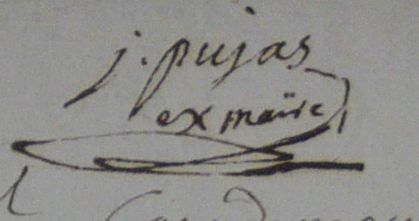
Signature du maire sortant Joseph Pujas en 1815

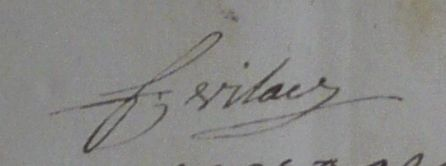
Signature du maire François Vilar en 1815

| Période         | Période                  | Identité                      | Étiquette    | Qualité                                                               |
| --------------- | ------------------------ | ----------------------------- | ------------ | --------------------------------------------------------------------- |
| 1792            | 1796                     | François Olibo                |              |                                                                       |
| 1796            | 1800                     | Jean Poch                     |              |                                                                       |
| 1800            | 1802                     | Joseph Gaspa                  |              |                                                                       |
| 1802            | 8 juin 1815              | Joseph Pujas                  |              |                                                                       |
| 8 juin 1815     | août 1815                | François Vilar                |              |                                                                       |
| août 1815       | janvier 1816             | Joseph Pujas                  |              |                                                                       |
| janvier 1816    | mars 1816                | Jacques Doutres (par intérim) |              |                                                                       |
| avril 1816      | 1827                     | Joseph Malzach                |              |                                                                       |
| 1827            | 1830                     | Hyacinthe Carboneill          |              |                                                                       |
| 1830            | 1831                     | François Barate               |              |                                                                       |
| 1831            | 1831                     | Jacques Montoriol             |              |                                                                       |
| 1831            | 1834                     | Martin Fourcade               |              |                                                                       |
| 1834            | 1837                     | Blaise Roger                  |              |                                                                       |
| 1837            | 1840                     | Jean Montoriol                |              |                                                                       |
| 1840            | 1841                     | Hyacinthe Carboneill          |              |                                                                       |
| 1841            | 1846                     | Jean Oursoul                  |              |                                                                       |
| 1846            | 1848                     | Paul Vilar                    |              |                                                                       |
| 1848            | 1848                     | Jean Chaubet                  |              |                                                                       |
| 1848            | 1850                     | Pierre Vilar                  |              |                                                                       |
| 1850            | 1854                     | Joseph Chaubet                |              |                                                                       |
| 1854            | 1854                     | Paul Vilar                    |              |                                                                       |
| 1854            | 1855                     | Joseph Montoriol              |              |                                                                       |
| 1855            | 1857                     | Louis Malzach                 |              |                                                                       |
| 1857            | 1860                     | Raymond Vassal                |              |                                                                       |
| 1860            | 1862                     | Jacques Cisque                |              |                                                                       |
| 1862            | 1869                     | Pierre Vilar                  |              |                                                                       |
| 1869            | 1870                     | Louis Malzach                 |              |                                                                       |
| 1870            | 1871                     | Théophile Vilar               |              |                                                                       |
| 1871            | 1874                     | Martin Durand                 |              |                                                                       |
| 20 février 1874 | 1876                     | Joseph Malzach                |              |                                                                       |
| 1876            | 1876                     | Théophile Vilar               |              |                                                                       |
| 1876            | 1879                     | Joseph Molins                 |              |                                                                       |
| 1879            | 1881                     | Joseph Cantuern               |              |                                                                       |
| 1881            | 1882                     | Jean Caurignac                |              |                                                                       |
| 1882            | 1882                     | Hyacinthe Oursol              |              |                                                                       |
| 1882            | 1888                     | Baptiste Pagès                |              |                                                                       |
| 1888            | 1893                     | Théophile Vilar               |              |                                                                       |
| 1893            | 1904                     | Pierre Vilar                  |              |                                                                       |
| 1904            | 1910                     | Michel Bosch                  |              |                                                                       |
| 1910            | 1913                     | Joseph Cantuern               |              |                                                                       |
| 1913            | 1928                     | Louis Solé                    |              |                                                                       |
| 1928            | 1941                     | Joseph Carboneill             |              |                                                                       |
| 1941            | 1944                     | Étienne Courp                 |              |                                                                       |
| 1944            | mars 1959                | Louis Solé                    |              |                                                                       |
| mars 1959       | mars 1965                | François Domenjo              |              |                                                                       |
| mars 1965       | mars 1983                | Fernand Soler                 |              |                                                                       |
| mars 1983       | mars 1989                | Sébastien Martinez            |              |                                                                       |
| mars 1989       | juin 1995                | Pierre Romengas               |              |                                                                       |
| juin 1995       | mars 2008                | Maryse Armada                 | DVD puis UMP |                                                                       |
| mars 2008       | octobre 2008 (démission) | Jean-Pierre Bagate            | SE           |                                                                       |
| octobre 2008    | En cours                 | Christian Nauté,              | SE           | Retraité 12e vice-président de la CC Albères Côte Vermeille Illibéris |

## Pour approfondir